# Lijst van gemeentelijke monumenten in Gorinchem/Binnenstad
De binnenstad van Gorinchem (het gebied binnen de vestinggrachten) kent 242 panden/objecten die zijn beschreven als gemeentelijke monumenten in 189 regels (monumentnummers). Deze aantallen zijn onder te verdelen in 159 panden/objecten met de status monument (134 monumentnummers) en 83 zogenaamde beeldbepalende panden (55 monumentnummers). Zie hieronder een overzicht per categorie.
Of een pand een 'monument' of een 'beeldbepalend pand' is, hangt af van de score die het object heeft gekregen in de beoordelingssystematiek van de gemeente Gorinchem. Boven een bepaalde grens is het object een monument. Dat houdt onder andere in dat niet alleen de gevel, maar het hele pand beschermd is. Onder die grens wordt het object een beeldbepalend pand waarbij alleen de gevel beschermd is.

## Monumenten
De volgende objecten zijn monument wat wil zeggen dat de score in de gemeentelijke beoordelingssystematiek boven een bepaalde grens ligt, en dat het gehele pand (niet alleen de voorgevel) beschermd is. Het gaat om de volgende 159 panden/objecten beschreven in 134 regels (monumentnummers)
| Object | Bouwjaar                                                                       | Architect | Locatie                                                 | Coördinaten                   | Nr.           | Afbeelding  |
| --- | ------------------------------------------------------------------------------ | --------- | ------------------------------------------------------- | ----------------------------- | ------------- | ----------- |
| Grenssteen | 1835                                                                           |           | Altenawal (ongenummerd); tegen achtergevel Nonnenveld 2 | 51° 49' 37" NB, 4° 58' 35" OL | 0512/704506   | Upload foto |
| Woonhuis in eclectische stijl | 1982                                                                           |           | Appeldijk 35                                            | 51° 49' 44" NB, 4° 58' 37" OL | 0512/704687   | Upload foto |
| Woonhuis |                                                                                |           | Appeldijk 39                                            | 51° 49' 43" NB, 4° 58' 37" OL | 0512/onbekend | Upload foto |
| Woonhuis | 1872                                                                           |           | Appeldijk 41                                            | 51° 49' 43" NB, 4° 58' 37" OL | 0512/704726   | Upload foto |
| Woonhuis/filmtheater met expressionistische pui | Ca. 1820, pui ca. 1930                                                         |           | Appeldijk 57, 59 en 61 (boven)                          | 51° 49' 42" NB, 4° 58' 37" OL | 0512/704728   | Upload foto |
| Woonhuis | Gevel 1822                                                                     |           | Appeldijk 73                                            | 51° 49' 41" NB, 4° 58' 36" OL | 0512/704734   | Upload foto |
| Pakhuis | Ca. 18e eeuw; voorgevel ca. 4e kwart 19e eeuw                                  |           | Arien Brandsteeg 5                                      | 51° 49' 49" NB, 4° 58' 20" OL | 0512/704790   | Upload foto |
| Winkel/woonhuis in zakelijk-expressionistische stijl | 1931                                                                           |           | Arkelstraat 1                                           | 51° 49' 49" NB, 4° 58' 31" OL | 0512/onbekend | Upload foto |
| Winkel/woonhuis | 17e eeuw                                                                       |           | Arkelstraat 3                                           | 51° 49' 50" NB, 4° 58' 31" OL | 0512/onbekend | Upload foto |
| Winkel/woonhuis | 1877 met pui uit 1888                                                          |           | Arkelstraat 8, Eendvogelsteeg 1                         | 51° 49' 50" NB, 4° 58' 33" OL | 0512/onbekend | Upload foto |
| Winkel/woonhuis | Ca. 1910                                                                       |           | Arkelstraat 49-51                                       | 51° 49' 53" NB, 4° 58' 31" OL | 0512/704762   | Upload foto |
| Woonhuis De Vos en de Craen | 1836                                                                           |           | Arkelstraat 57                                          | 51° 49' 53" NB, 4° 58' 31" OL | 0512/704764   | Upload foto |
| Woonhuis | 1837; voorgevel ca. 1880                                                       |           | Arkelstraat 77                                          | 51° 49' 56" NB, 4° 58' 31" OL | 0512/704765   | Upload foto |
| Grenssteen | 1835                                                                           |           | Bagijnenwal ter hoogte van 30                           | 51° 49' 58" NB, 4° 58' 35" OL | 0512/704770   | Upload foto |
| Stalling | Ca. 1e kwart 20e eeuw                                                          |           | Balensteeg 12                                           | 51° 49' 50" NB, 4° 58' 41" OL | 0512/704775   | Upload foto |
| Woonhuis | Ca. 1e kwart 20e eeuw                                                          |           | Balensteeg 28                                           | 51° 49' 50" NB, 4° 58' 45" OL | 0512/704773   | Upload foto |
| Woonhuis in expressionistische stijl | Ca. 1920                                                                       |           | Boerenstraat 1, Zuisterhuis 13                          | 51° 49' 45" NB, 4° 58' 21" OL | 0512/704786   | Upload foto |
| Rij van 3 woonhuizen in neorenaissance-stijl | 4e kwart 19e eeuw                                                              |           | Boerenstraat 16-20                                      | 51° 49' 44" NB, 4° 58' 21" OL | 0512/704781   | Upload foto |
| Rij van 3 woonhuizen in neorenaissance-stijl | 1872                                                                           |           | Boerenstraat 28-30                                      | 51° 49' 43" NB, 4° 58' 21" OL | 0512/704785   | Upload foto |
| Bedrijf/woonhuis in expressionistische stijl | 1928                                                                           |           | Burgstraat 6                                            | 51° 49' 48" NB, 4° 58' 40" OL | 0512/704794   | Upload foto |
| Bedrijf/woonhuis in expressionistische stijl | 1928                                                                           |           | Burgstraat 8                                            | 51° 49' 48" NB, 4° 58' 40" OL | 0512/704795   | Upload foto |
| Winkel/woonhuis | Pand ca. 16e eeuw; voorgevel ca. 3e kwart 19e eeuw                             |           | Burgstraat 10-12                                        | 51° 49' 48" NB, 4° 58' 40" OL | 0512/704796   | Upload foto |
| Winkel/woonhuis | Ca. 1890                                                                       |           | Burgstraat 15                                           | 51° 49' 48" NB, 4° 58' 40" OL | 0512/704803   | Upload foto |
| Winkel/woonhuis | Ca. 1890                                                                       |           | Burgstraat 17                                           | 51° 49' 48" NB, 4° 58' 40" OL | 0512/704810   | Upload foto |
| Winkel/woonhuis | Pand ca. 16e eeuw; voorgevel 3e kwart 19e eeuw                                 |           | Burgstraat 35                                           | 51° 49' 48" NB, 4° 58' 43" OL | 0512/704812   | Upload foto |
| Winkel/woonhuis | Ca. 3e kwart 19e eeuw                                                          |           | Burgstraat 37                                           | 51° 49' 48" NB, 4° 58' 43" OL | 0512/704814   | Upload foto |
| Winkel/woonhuis in zakelijk-expressionistische stijl | Ca. 1920-1930                                                                  |           | Burgstraat 39                                           | 51° 49' 48" NB, 4° 58' 43" OL | 0512/704815   | Upload foto |
| Wijnhandel/pakhuis/woonhuis in neoclassicistische stijl | 1885 (met gevelsteen 1865)                                                     |           | Burgstraat 43                                           | 51° 49' 48" NB, 4° 58' 44" OL | 0512/704817   | Upload foto |
| Brandweerkazerne/woonhuis | 1929                                                                           |           | Burgstraat 60                                           | 51° 49' 46" NB, 4° 58' 49" OL | 0512/704800   | Upload foto |
| Sigarenfabriek/woonhuis in neorenaissance-stijl | 2e helft 19e eeuw                                                              |           | Burgstraat 61                                           | 51° 49' 47" NB, 4° 58' 46" OL | 0512/704819   | Upload foto |
| Woonhuis in expressionistische stijl | 1929                                                                           |           | Burgstraat 63-65                                        | 51° 49' 47" NB, 4° 58' 48" OL | 0512/704820   | Upload foto |
| Bedrijf/woonhuis in expressionistische stijl | 1929                                                                           |           | Dalemstraat 33 t/m 39                                   | 51° 49' 44" NB, 4° 58' 48" OL | 0512/704824   | Upload foto |
| Winkel/woonhuis | Ca. 3e kwart 19e eeuw                                                          |           | Dalemstraat 44                                          | 51° 49' 44" NB, 4° 58' 47" OL | 0512/704821   | Upload foto |
| Gereformeerde Rehobothkerk in rationalistische stijl | 1909                                                                           |           | Drie Koningenstraat 2                                   | 51° 49' 51" NB, 4° 58' 26" OL | 0512/704826   | Upload foto |
| Pakhuis | Ca. 4e kwart 19e eeuw/ 1e kwart 20e eeuw                                       |           | Eendvogelsteeg 7-9                                      | 51° 49' 50" NB, 4° 58' 34" OL | 0512/704829   | Upload foto |
| Woonhuis/pakhuis | Ca. 4e kwart 19e eeuw/ 1e kwart 20e eeuw                                       |           | Eendvogelsteeg 8                                        | 51° 49' 50" NB, 4° 58' 34" OL | 0512/705407   | Upload foto |
| Pakhuis | Ca. 4e kwart 19e eeuw/ 1e kwart 20e eeuw                                       |           | Eendvogelsteeg 11 t/m 31                                | 51° 49' 50" NB, 4° 58' 35" OL | 0512/704830   | Upload foto |
| Winkel/woonhuis | Ca. 3e kwart 19e eeuw                                                          |           | Eind 40                                                 | 51° 49' 38" NB, 4° 58' 30" OL | 0512/704832   | Upload foto |
| Winkel/woonhuis in eclectische stijl met Jugendstil-invloeden                                                                                              | 1905                                                                           |           | Gasthuisstraat 11, 13b, 13c, 13e                        | 51° 49' 49" NB, 4° 58' 29" OL | 0512/onbekend | Upload foto |
| Hekwerk in Jugendstil | 1909 of later                                                                  |           | Gasthuisstraat (ongenummerd) bij 34-36                  | 51° 49' 50" NB, 4° 58' 26" OL | 0512/704825   | Upload foto |
| Bankgebouw Hollandsch-Geldersche Hypotheekbank in Jugendstil                                                                                               | 1903                                                                           |           | Grote Markt 5, Kraansteeg 1a-b-c                        | 51° 49' 47" NB, 4° 58' 31" OL | 0512/705034   | Upload foto |
| Hoofdpostkantoor in eclectische stijl, later belastingkantoor                                                                                              | 1866, 1883 (uitbreiding)                                                       |           | Groenmarkt 12, Tinnegietersteeg 12, 14, 18              | 51° 49' 48" NB, 4° 58' 27" OL | 0512/705999   | Upload foto |
| Pastorie | 1931                                                                           |           | Haarstraat 25                                           | 51° 49' 53" NB, 4° 58' 23" OL | 0512/705241   | Upload foto |
| Winkel/woonhuis | Ca. 18e eeuw; voorgevel ca. 4e kwart 19e eeuw                                  |           | Haarstraat 40, Kwekelstraat 37                          | 51° 49' 52" NB, 4° 58' 24" OL | 0512/705239   | Upload foto |
| Winkel/woonhuis | Ca. 18e eeuw; voorgevel ca. 4e kwart 19e eeuw                                  |           | Haarstraat 118, Varkensteeg 1                           | 51° 49' 55" NB, 4° 58' 30" OL | 0512/705240   | Upload foto |
| Openbaar badhuis in expressionistische stijl | 1927                                                                           |           | Havendijk 40                                            | 51° 49' 51" NB, 4° 58' 39" OL | 0512/705244   | Upload foto |
| Nutsgebouw in expressionistische stijl | 1927                                                                           |           | Havendijk 54, Korenbeurs 1-1b                           | 51° 49' 52" NB, 4° 58' 40" OL | 0512/705246   | Upload foto |
| Werkplaats/woonhuis in eclectische stijl | 1873 (voorgevel)                                                               |           | Havendijk 56, 58                                        | 51° 49' 52" NB, 4° 58' 40" OL | 0512/705247   | Upload foto |
| Woonhuis | 1872 (voorgevel)                                                               |           | Havendijk 60                                            | 51° 49' 52" NB, 4° 58' 40" OL | 0512/705248   | Upload foto |
| Woonhuis | Ca. 1876 (voorgevel)                                                           |           | Havendijk 64                                            | 51° 49' 52" NB, 4° 58' 40" OL | 0512/705304   | Upload foto |
| Woonhuis | Ca. 3e kwart 19e eeuw                                                          |           | Havendijk 70                                            | 51° 49' 53" NB, 4° 58' 40" OL | 0512/705305   | Upload foto |
| Woonhuis | Ca. 1e helft 19e eeuw                                                          |           | Havendijk 74                                            | 51° 49' 53" NB, 4° 58' 40" OL | 0512/705306   | Upload foto |
| Woonhuis | Ca. 3e kwart 19e eeuw                                                          |           | Havendijk 76                                            | 51° 49' 53" NB, 4° 58' 40" OL | 0512/705307   | Upload foto |
| Pakhuis | Ca. 18e eeuw                                                                   |           | Hazewindhondstraat 5                                    | 51° 49' 49" NB, 4° 58' 18" OL | 0512/705309   | Upload foto |
| Franciscanessen-klooster + meisjesschool in neoclassicistische stijl                                                                                       | 1851                                                                           |           | Heerenlaantje 30 t/m 50                                 | 51° 49' 54" NB, 4° 58' 19" OL | 0512/705316   | Upload foto |
| Woonhuis | Ca. 4e kwart 19e eeuw                                                          |           | Hoge Torenstraat 3                                      | 51° 49' 45" NB, 4° 58' 19" OL | 0512/705320   | Upload foto |
| Woonhuis | Ca. 3e kwart 19e eeuw                                                          |           | Hoge Torenstraat 5                                      | 51° 49' 45" NB, 4° 58' 19" OL | 0512/705323   | Upload foto |
| Winkel/woonhuis | Ca. 17e eeuw                                                                   |           | Hoogstraat 20                                           | 51° 49' 48" NB, 4° 58' 33" OL | 0512/705325   | Upload foto |
| Winkel/woonhuis | Ca. 2e helft 19e eeuw                                                          |           | Hoogstraat 22                                           | 51° 49' 48" NB, 4° 58' 33" OL | 0512/705326   | Upload foto |
| Winkel/woonhuis | Ca. 2e helft 19e eeuw                                                          |           | Hoogstraat 28                                           | 51° 49' 48" NB, 4° 58' 34" OL | 0512/705331   | Upload foto |
| Winkel/woonhuis in neorenaissance-stijl | 1902                                                                           |           | Hoogstraat 28e-f en 30                                  | 51° 49' 48" NB, 4° 58' 35" OL | 0512/705332   | Upload foto |
| Pakhuis Olifant | 1860                                                                           |           | Kabeljauwsteeg 1, 1f, 1g                                | 51° 49' 50" NB, 4° 58' 34" OL | 0512/705339   | Upload foto |
| Woonhuis in Jugendstil | 1905                                                                           |           | Kalkhaven 22                                            | 51° 49' 44" NB, 4° 58' 41" OL | 0512/705347   | Upload foto |
| Woonhuis in neorenaissance-stijl | Ca. 1900                                                                       |           | Kalkhaven 23                                            | 51° 49' 44" NB, 4° 58' 44" OL | 0512/705401   | Upload foto |
| Schoolgebouw in eclectische stijl; School met den Bijbel                                                                                                   | 1911                                                                           |           | Kalkhaven 25                                            | 51° 49' 43" NB, 4° 58' 44" OL | 0512/705403   | Upload foto |
| Pakhuis | Ca. 4e kwart 19e eeuw/ 1e kwart 20e eeuw                                       |           | Kalkhaven 36, Kromme Elleboog 2                         | 51° 49' 44" NB, 4° 58' 41" OL | 0512/705351   | Upload foto |
| Kantoor/woonhuis in expressionistische stijl; ’t Hoekje | 1936                                                                           |           | Kalkhaven 53                                            | 51° 49' 41" NB, 4° 58' 43" OL | 0512/705351   | Upload foto |
| Woonhuis | 1869                                                                           |           | Keizerstraat 9-11-13                                    | 51° 49' 49" NB, 4° 58' 42" OL | 0512/705417   | Upload foto |
| Winkel/woonhuis in neorenaissance stijl | Ca. 1900                                                                       |           | Langendijk 40, Kerksteeg 28                             | 51° 49' 45" NB, 4° 58' 34" OL | 0512/onbekend | Upload foto |
| Handelsgebouw | 1853                                                                           |           | Korenbeurs 2-4-6                                        | 51° 49' 51" NB, 4° 58' 42" OL | 0512/705461   | Upload foto |
| Nutsgebouw | Ca. 1e kwart 20e eeuw                                                          |           | Korenbeurs 2h                                           | 51° 49' 51" NB, 4° 58' 41" OL | 0512/705422   | Upload foto |
| Handelsgebouw | 1853                                                                           |           | Korenbeurs 3-5                                          | 51° 49' 51" NB, 4° 58' 42" OL | 0512/705463   | Upload foto |
| Sluiswachterswoning | Ca. 1880                                                                       |           | Korenbrugstraat 13, 15, 17                              | 51° 49' 57" NB, 4° 58' 38" OL | 0512/705464   | Upload foto |
| Pakhuis | Ca. 1880                                                                       |           | Kortendijk 9, 11, 13                                    | 51° 49' 50" NB, 4° 58' 35" OL | 0512/705471   | Upload foto |
| Waterkering; dubbele rij gietijzeren putjes in hardstenen bekistingskokers, waarin palen geplaatst kunnen worden als tijdelijk verhoging van de Kortendijk | 1772 (hardstenen bekistingskokers)/ ca. 1900 (gietijzeren bekistingskokers)    |           | Kortendijk (ongenummerd) bij 52a                        | 51° 49' 53" NB, 4° 58' 36" OL | 0512/705465   | Upload foto |
| Bedrijf/woonhuis | Ca. 3e kwart 19e eeuw                                                          |           | Kortendijk 131, 131a, Walstraat 16                      | 51° 49' 57" NB, 4° 58' 35" OL | 0512/705473   | Upload foto |
| Woonhuis in eclectische stijl | Ca. 1908                                                                       |           | Kriekenmarkt 15                                         | 51° 49' 40" NB, 4° 58' 36" OL | 0512/705506   | Upload foto |
| Woonhuis | 1916                                                                           |           | Krommenhoek 8, 10                                       | 51° 49' 38" NB, 4° 58' 38" OL | 0512/705508   | Upload foto |
| Woonhuis | Ca. 1e kwart 20e eeuw                                                          |           | Kriekenstraatje 1                                       | 51° 49' 40" NB, 4° 58' 19" OL | 0512/705507   | Upload foto |
| Bedrijf/woonhuis | Ca. 1e kwart 20e eeuw                                                          |           | Krijtstraat 2                                           | 51° 49' 48" NB, 4° 58' 21" OL | 0512/705510   | Upload foto |
| Winkel/woonhuis in eclectische stijl met art deco-pui | 1905, met pui uit 1935                                                         |           | Langendijk 11                                           | 51° 49' 47" NB, 4° 58' 35" OL | 0512/705540   | Upload foto |
| Winkel/woonhuis in neorenaissance-stijl | 1935                                                                           |           | Langendijk 13                                           | 51° 49' 47" NB, 4° 58' 35" OL | 0512/705541   | Upload foto |
| Winkel/woonhuis | Ca. 3e kwart 19e eeuw                                                          |           | Langendijk 17                                           | 51° 49' 47" NB, 4° 58' 35" OL | 0512/705542   | Upload foto |
| Winkel/woonhuis in zakelijk-expressionistische stijl | 1934                                                                           |           | Langendijk 23-25                                        | 51° 49' 46" NB, 4° 58' 35" OL | 0512/705561   | Upload foto |
| Winkel/woonhuis in eclectische stijl |                                                                                |           | Langendijk 58, Weessteeg 3 t/m 3c                       | 51° 49' 44" NB, 4° 58' 33" OL | 0512/705527   | Upload foto |
| Winkel/woonhuis | Ca. 18e eeuw, 1e kwart 19e eeuw, mogelijk met oudere kern                      |           | Langendijk 60, Weessteeg 22 t/m 22b                     | 51° 49' 44" NB, 4° 58' 33" OL | 0512/705528   | Upload foto |
| Winkel/woonhuis | Ca. 3e kwart 19e eeuw                                                          |           | Langendijk 76 t/m 76d                                   | 51° 49' 43" NB, 4° 58' 33" OL | 0512/705531   | Upload foto |
| Winkel/woonhuis | Ca. 3e kwart 19e eeuw                                                          |           | Langendijk 80-82                                        | 51° 49' 42" NB, 4° 58' 33" OL | 0512/705533   | Upload foto |
| Rij van 15 woonhuizen | 1889                                                                           |           | Leeuwenhofje 2-30                                       | 51° 49' 49" NB, 4° 58' 9" OL  | 0512/705567   | Upload foto |
| Hotel Metropole in eclectische stijl | 1878 met toevoegingen uit 1892 en 1916                                         |           | Melkpad 3/ Melkheul 2                                   | 51° 49' 51" NB, 4° 58' 12" OL | 0512/705569   | Upload foto |
| Nutsgebouw in expressionistische stijl | 1930                                                                           |           | Melkheul 14a                                            | 51° 49' 51" NB, 4° 58' 9" OL  | 0512/705568   | Upload foto |
| Bankgebouw in neorenaissance-stijl | 1884                                                                           |           | Molenstraat 26                                          | 51° 49' 43" NB, 4° 58' 29" OL | 0512/705582   | Upload foto |
| Woonhuis met gevel in neorenaissance stijl | Ca. 4e kwart 19e eeuw (gevel), met oudere bouwmassa                            |           | Molenstraat 56                                          | 51° 49' 38" NB, 4° 58' 26" OL | 0512/705588   | Upload foto |
| Bedrijf/woonhuis in expressionistische stijl | 1932                                                                           |           | Molenstraat 77-79                                       | 51° 49' 40" NB, 4° 58' 28" OL | 0512/705591   | Upload foto |
| Waterdoorlaat, t.b.v. spuien van de grachten | Onbekend                                                                       |           | Molenstraat, bij 109                                    | 51° 49' 38" NB, 4° 58' 27" OL | 0512/705610   | Upload foto |
| Woonhuis met voorgevel in eclectische stijl | Ca. 1650; voorgevel ca. 1880                                                   |           | Nieuwstad 3, 3b, 3c                                     | 51° 49' 44" NB, 4° 58' 16" OL | 0512/705616   | Upload foto |
| Woonhuis | 1827                                                                           |           | Nieuwstad 9, 11                                         | 51° 49' 43" NB, 4° 58' 16" OL | 0512/705618   | Upload foto |
| Bierpakhuis | Ca. 1827                                                                       |           | Nieuwstad 13                                            | 51° 49' 42" NB, 4° 58' 16" OL | 0512/705619   | Upload foto |
| Woonhuis | 1886                                                                           |           | Nieuwstad 42, 44, 46; Westerstraat 1                    | 51° 49' 41" NB, 4° 58' 16" OL | 0512/705612   | Upload foto |
| Bedrijf/woonhuis | Ca. 4e kwart 19e eeuw/ 1e kwart 20e eeuw                                       |           | Nieuwstad 48                                            | 51° 49' 41" NB, 4° 58' 16" OL | 0512/705613   | Upload foto |
| Bedrijf | 1903                                                                           |           | Nieuwsteeg 4                                            | 51° 49' 44" NB, 4° 58' 40" OL | 0512/705620   | Upload foto |
| Woonhuis in neorenaissance-stijl | Ca. 1890                                                                       |           | Nonnenveld 2-4                                          | 51° 49' 37" NB, 4° 58' 35" OL | 0512/705623   | Upload foto |
| Woonhuis | Ca. 4e kwart 19e eeuw                                                          |           | Nonnenveld 152                                          | 51° 49' 39" NB, 4° 58' 42" OL | 0512/705624   | Upload foto |
| Twee woonhuizen in expressionistische stijl | 1929                                                                           |           | Oosterstraat 1-3                                        | 51° 49' 47" NB, 4° 58' 49" OL | 0512/705625   | Upload foto |
| Woonhuis | Ca. 1e helft 19e eeuw                                                          |           | Pompstraat 42                                           | 51° 49' 48" NB, 4° 58' 11" OL | 0512/705627   | Upload foto |
| Woonhuis | 1838                                                                           |           | Revetsteeg 1                                            | 51° 49' 41" NB, 4° 58' 27" OL | 0512/705628   | Upload foto |
| Woonhuis | Ca. 4e kwart 19e eeuw                                                          |           | Robberstraat 18-20                                      | 51° 49' 40" NB, 4° 58' 39" OL | 0512/705993   | Upload foto |
| Nutsgebouw, watertoren in eclectische stijl | 1886                                                                           |           | Rond de Watertoren 2 t/m 18                             | 51° 49' 50" NB, 4° 58' 52" OL | 0512/705995   | Upload foto |
| Bedrijf/brandweerkazerne/woonhuis in expressionistische stijl                                                                                              | 1928                                                                           |           | Struisvogelstraat 2-4                                   | 51° 49' 48" NB, 4° 58' 18" OL | 0512/705998   | Upload foto |
| Woonhuis; samen met Eind 48 een voormalige herberg/logement                                                                                                | Ca. 18e eeuw/ 2e kwart 19e eeuw, met oudere kern                               |           | Tolsteeg 15-17                                          | 51° 49' 38" NB, 4° 58' 29" OL | 0512/706000   | Upload foto |
| Marktplaats voor varkens, koeien en paarden | Ca. 1580 als marktplaats ingericht na afbraak van een klooster                 |           | Varkenmarkt (ongenummerd)                               | 51° 49' 54" NB, 4° 58' 29" OL | 0512/706002   | Upload foto |
| Woonhuis in expressionistische stijl | Ca. 1930 als marktplaats ingericht na afbraak van een klooster                 |           | Verlengde Pompstraat 9                                  | 51° 49' 44" NB, 4° 58' 13" OL | 0512/706007   | Upload foto |
| Winkel/woonhuis | Ca. 16e eeuw                                                                   |           | Vismarkt 14-15                                          | 51° 49' 47" NB, 4° 58' 42" OL | 0512/706010   | Upload foto |
| Woonhuis | Ca. 16e eeuw; voorgevel 1e helft 19e eeuw                                      |           | Vismarkt 17                                             | 51° 49' 47" NB, 4° 58' 42" OL | 0512/706011   | Upload foto |
| Bedrijf/woonhuis in eclectische stijl | 1906                                                                           |           | Vismarkt 18                                             | 51° 49' 47" NB, 4° 58' 42" OL | 0512/706012   | Upload foto |
| Azijnfabriek/woonhuis in neorenaissance-stijl | 1884                                                                           |           | Vissersdijk 25, 27, 29, 31                              | 51° 49' 49" NB, 4° 58' 47" OL | 0512/706019   | Upload foto |
| Clubhuis Aanlegsteiger in Shake-hands-stijl | 1963                                                                           |           | Vissersdijk 30                                          | 51° 49' 49" NB, 4° 58' 48" OL | 0512/706013   | Upload foto |
| Woonhuis met bedrijfsgebouw in expressionistische stijl met interbellum-elementen                                                                          | Ca. 1920-1940                                                                  |           | Vissersdijk 35                                          | 51° 49' 50" NB, 4° 58' 47" OL | 0512/706020   | Upload foto |
| Woonhuis in neorenaissance stijl | 1882                                                                           |           | Vissersdijk 42                                          | 51° 49' 51" NB, 4° 58' 48" OL | 0512/706015   | Upload foto |
| Rij van 4 woonhuizen in neorenaissance stijl | 1885                                                                           |           | Vissersdijk 43 t/m 49                                   | 51° 49' 52" NB, 4° 58' 47" OL | 0512/706024   | Upload foto |
| Woonhuis | 1877                                                                           |           | Weessteeg 2a, 2b, 4, 8, 10, 14                          | 51° 49' 44" NB, 4° 58' 31" OL | 0512/706024   | Upload foto |
| Woonhuis | 1873 (voorgevel) met oudere kern                                               |           | Westwagenstraat 17a-b en 19                             | 51° 49' 50" NB, 4° 58' 20" OL | 0512/706048   | Upload foto |
| Winkel/woonhuis | Ca. 16e eeuw                                                                   |           | Westwagenstraat 24, Oude Lombardstraat 1a               | 51° 49' 50" NB, 4° 58' 18" OL | 0512/706030   | Upload foto |
| Rij van 4 woonhuizen met neorenaissance en eclectische kenmerken                                                                                           | 1884                                                                           |           | Westwagenstraat 54 t/m 60                               | 51° 49' 50" NB, 4° 58' 12" OL | 0512/706046   | Upload foto |
| Woonhuis in eclectische stijl met neorenaissance details                                                                                                   | 1892                                                                           |           | Westwagenstraat 81                                      | 51° 49' 50" NB, 4° 58' 12" OL | 0512/706051   | Upload foto |
| Woonhuis in expressionistische stijl | 1931                                                                           |           | Westwagenstraat 83, Pompstraat 3                        | 51° 49' 50" NB, 4° 58' 11" OL | 0512/706052   | Upload foto |
| Woonhuis met werkplaats (smederij) | 2e helft 19e eeuw; puien omstreeks 1900                                        |           | Westwagenstraat 99 t/m 103                              | 51° 49' 50" NB, 4° 58' 10" OL | 0512/706054   | Upload foto |
| Winkel met bovenwoning | Voorgevel begin 20e eeuw; winkelpui ca. 1930; jaar van de schildering onbekend |           | Westwagenstraat 111-113                                 | 51° 49' 50" NB, 4° 58' 9" OL  | 0512/706054   | Upload foto |
| Café/woonhuis | 1987; puien omstreeks 1900                                                     |           | Westwagenstraat 115-117                                 | 51° 49' 50" NB, 4° 58' 8" OL  | 0512/706056   | Upload foto |
| Winkel/woonhuis in expressionistische stijl | 1910-1930                                                                      |           | Zusterhuis 1 - Zustersteeg 2 t/m 2f                     | 51° 49' 45" NB, 4° 58' 24" OL | 0512/706057   | Upload foto |
| Tussen- en Burgerschool voor Meisjes in neoclassicistische stijl                                                                                           | Ca. 1880                                                                       |           | Zustersteeg 4 t/m 22                                    | 51° 49' 45" NB, 4° 58' 24" OL | 0512/706059   | Upload foto |
| Lagere school/ Gymnasium in eclectische stijl | 1883                                                                           |           | Zusterstraat 11-13                                      | 51° 49' 43" NB, 4° 58' 26" OL | 0512/706064   | Upload foto |
| Bankgebouw | 1883                                                                           |           | Zusterstraat 19                                         | 51° 49' 43" NB, 4° 58' 25" OL | 0512/706067   | Upload foto |
| Bankgebouw in neorenaissance-stijl | 1887                                                                           |           | Zusterstraat 26-28                                      | 51° 49' 44" NB, 4° 58' 23" OL | 0512/706063   | Upload foto |

### Vervallen monumenten
De volgende objecten zijn geen gemeentelijk monument meer:
| Object                                                                         | Bouwjaar              | Architect | Locatie               | Coördinaten                   | Nr.         | Afbeelding  |
| ------------------------------------------------------------------------------ | --------------------- | --------- | --------------------- | ----------------------------- | ----------- | ----------- |
| Winkel/woonhuis                                                                | Ca. 3e kwart 19e eeuw |           | Langendijk 41-43      | 51° 49' 45" NB, 4° 58' 35" OL | 0512/705565 | Upload foto |
| Nutsgebouw PTT bestaande uit twee delen in de stijl van de nieuwe zakelijkheid | 1934                  |           | Zusterstraat 8 t/m 14 | 51° 49' 44" NB, 4° 58' 27" OL | 0512/706062 | Upload foto |

## Beeldbepalende panden
De zogenaamde beeldbepalende panden hebben een iets lagere score gekregen in de beoordelingssystematiek van de gemeente. Van deze panden is alleen de voorgevel beschermd. Het gaat om de volgende 83 panden beschreven in 55 regels (monumentnummers):
| Object                                | Bouwjaar                | Architect | Locatie                                 | Coördinaten | Nr.           | Afbeelding  |
| ------------------------------------- | ----------------------- | --------- | --------------------------------------- | ----------- | ------------- | ----------- |
| Winkel/woonhuis                       |                         |           | Arkelstraat 11                          |             | 0512/704760   | Upload foto |
| Winkel/woonhuis                       |                         |           | Arkelstraat 18                          |             | 0512/704740   | Upload foto |
| Woonhuis Bluebandhuis                 |                         |           | Arkelstraat 102, Rosmolensteeg 1 t/m 3  |             | 0512/704742   | Upload foto |
| Rij van 9 woonhuizen                  | 1872                    |           | Bornsteeg 8 t/m 24                      |             | 0512/704787   | Upload foto |
| Rij van 9 woonhuizen                  | 1835                    |           | Bornsteeg 19                            |             | 0512/704788   | Upload foto |
| Pakhuis                               |                         |           | Broerensteeg 5                          |             | 0512/704791   | Upload foto |
| Winkel/woonhuis                       |                         |           | Burgstraat 1 (1a t/m 1i)                |             | 0512/705242   | Upload foto |
| Winkel/woonhuis                       |                         |           | Burgstraat 3-3a                         |             | 0512/704801   | Upload foto |
| Winkel/woonhuis                       |                         |           | Burgstraat 26                           |             | 0512/704798   | Upload foto |
| Pastorie                              |                         |           | Drie Koningenstraat 3                   |             | 0512/704827   | Upload foto |
| Woonhuis                              |                         |           | Gasthuisgang 8                          |             | 0512/704833   | Upload foto |
| Winkel/woonhuis                       |                         |           | Gasthuisstraat 1                        |             | 0512/705027   | Upload foto |
| Winkel/woonhuis                       |                         |           | Gasthuisstraat 48 t/m 48d               |             | 0512/704835   | Upload foto |
| Winkel/woonhuis                       |                         |           | Gasthuisstraat 50-52                    |             | 0512/705022   | Upload foto |
| Winkel/woonhuis                       |                         |           | Gasthuisstraat 54                       |             | 0512/705024   | Upload foto |
| Winkel/woonhuis                       |                         |           | Havendijk 2                             |             | 0512/705242   | Upload foto |
| Winkel/woonhuis                       |                         |           | Havendijk 4                             |             | 0512/705243   | Upload foto |
| Woonhuis                              | 2005 (naar oude vorm)   |           | Heerenlaantje 4                         |             | 0512/705310   | Upload foto |
| Woonhuis                              |                         |           | Heerenlaantje 10 t/m 18                 |             | 0512/705312   | Upload foto |
| Winkel/woonhuis                       |                         |           | Hoogstraat 3                            |             | 0512/705337   | Upload foto |
| Winkel/woonhuis                       |                         |           | Hoogstraat 5                            |             | 0512/705338   | Upload foto |
| Bedrijf/woonhuis                      |                         |           | Kalkhaven 11-13                         |             | 0512/705355   | Upload foto |
| Woonhuis                              |                         |           | Kalkhaven 20                            |             | 0512/705345   | Upload foto |
| Bedrijf/woonhuis                      |                         |           | Kalkhaven 24-26                         |             | 0512/705349   | Upload foto |
| Woonhuis                              |                         |           | Kalkhaven 66-68                         |             | 0512/705353   | Upload foto |
| Pakhuis                               |                         |           | Keizerstraat 4                          |             | 0512/705409   | Upload foto |
| Winkel/woonhuis                       |                         |           | Keizerstraat 12-14-16                   |             | 0512/705411   | Upload foto |
| Rij van twee panden; bedrijf/woonhuis |                         |           | Keizerstraat 15 t/m 23                  |             | 0512/705419   | Upload foto |
| Rij met 7 woonhuizen                  |                         |           | Keizerstraat 16, 28, 32, 34, 36, 38, 40 |             | 0512/705412   | Upload foto |
| Pakhuis                               |                         |           | Kortendijk 40                           |             | 0512/705469   | Upload foto |
| Sluiswachterswoning                   | Herbouwd naar oude vorm |           | Kriekenmarkt 6                          |             | 0512/705475   | Upload foto |
| Winkel/woonhuis                       |                         |           | Langendijk 1 t/m 1j                     |             | 0512/705537   | Upload foto |
| Winkel/woonhuis                       |                         |           | Langendijk 3                            |             | 0512/705539   | Upload foto |
| Winkel/woonhuis                       |                         |           | Molenstraat 4, 4a                       |             | 0512/705576   | Upload foto |
| Woonhuis                              |                         |           | Molenstraat 51                          |             | 0512/onbekend | Upload foto |
| Woonhuis                              |                         |           | Molenstraat 42                          |             | 0512/onbekend | Upload foto |
| Koetshuis met stallen/woonhuis        |                         |           | Molenstraat 71-73                       |             | 0512/onbekend | Upload foto |
| Woonhuis                              |                         |           | Molenstraat 83                          |             | 0512/onbekend | Upload foto |
| Woonhuis                              |                         |           | Molenstraat 93-95                       |             | 0512/onbekend | Upload foto |
| Woonhuis                              |                         |           | Nieuwstad 5a t/m 5d                     |             | 0512/onbekend | Upload foto |
| Woonhuis                              |                         |           | Pompstraat 40                           |             | 0512/onbekend | Upload foto |
| Winkel/woonhuis                       |                         |           | Robberstraat 10                         |             | 0512/onbekend | Upload foto |
| Pakhuis                               |                         |           | Schuttersgracht 23                      |             | 0512/onbekend | Upload foto |
| Twee arbeiderswoningen                |                         |           | Schuttersgracht 25-27                   |             | 0512/onbekend | Upload foto |
| Winkel/woonhuis                       |                         |           | Varkenmarkt 11                          |             | 0512/onbekend | Upload foto |
| Rij van 3 woonhuizen                  |                         |           | Verlengde Pompstraat 19-25              |             | 0512/onbekend | Upload foto |
| Woonhuis                              |                         |           | Verlengde Pompstraat 28-30              |             | 0512/onbekend | Upload foto |
| Woonhuis                              |                         |           | Verlengde Pompstraat 34                 |             | 0512/onbekend | Upload foto |
| Woonhuis                              |                         |           | Vissersdijk 39                          |             | 0512/onbekend | Upload foto |
| Woonhuis                              |                         |           | Vissersdijk 54-56                       |             | 0512/onbekend | Upload foto |
| Woonhuis                              |                         |           | Westerstraat 3                          |             | 0512/onbekend | Upload foto |
| Winkel/woonhuis                       |                         |           | Westwagenstraat 30-30a                  |             | 0512/onbekend | Upload foto |
| Winkel/woonhuis                       |                         |           | Westwagenstraat 63                      |             | 0512/onbekend | Upload foto |
| Winkel/woonhuis                       |                         |           | Westwagenstraat 65-67                   |             | 0512/onbekend | Upload foto |
| Winkel/woonhuis, Gorcumse Courant     |                         |           | Westwagenstraat 107-107a                |             | 0512/onbekend | Upload foto |